# IAPMEI

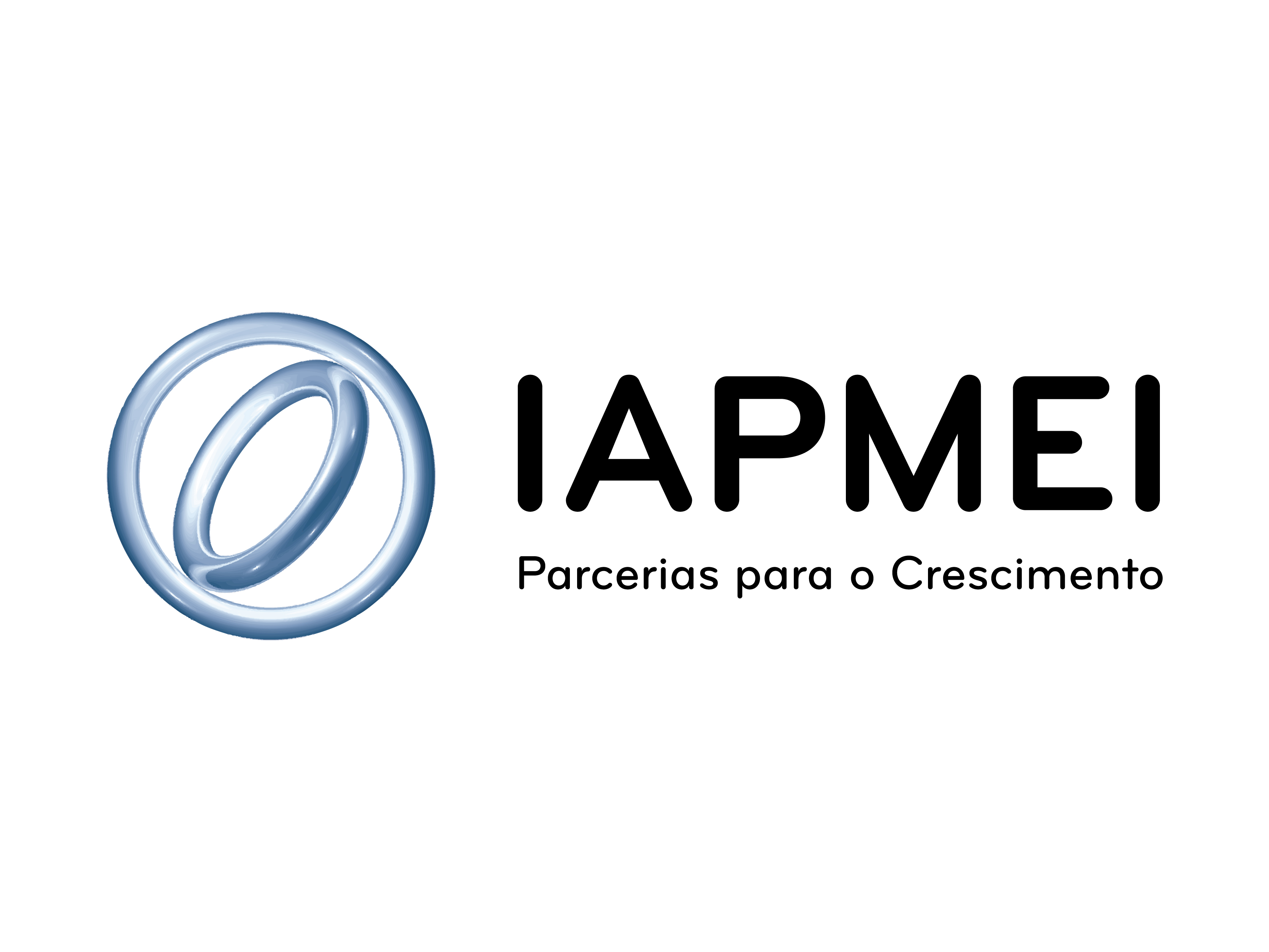

O IAPMEI foi criado em Portugal em 1975 através do Decreto-Lei n.º 51/75 e tem como objetivo apoiar as micro, pequenas e médias empresas.
O acrónimo IAPMEI já teve diversas variações: Instituto de Apoio às Pequenas e Médias Empresas Industriais, Instituto de Apoio às Pequenas e Médias Empresas e ao Investimento, Instituto de Apoio às Pequenas e Médias Empresas e à Inovação, sendo atualmente denominado IAPMEI - Agência para a Competitividade e Inovação, I.P..
Desde a sua criação, o IAPMEI tem como preocupações centrais a manutenção de um conjunto de instrumentos estruturais – financiamento, sistemas de incentivo, assistência empresarial, mecanismos de autodiagnóstico, a permanente adaptação às necessidades das empresas portuguesas e uma constante inovação.
MISSÃO
Promover a competitividade e o crescimento empresarial, assegurar o apoio à conceção, execução e avaliação de políticas dirigidas à atividade industrial, visando o reforço da inovação, do empreendedorismo e do investimento empresarial nas empresas que exerçam a sua atividade nas áreas sob tutela do Ministério da Economia e do Mar, designadamente das empresas de pequena e média dimensão, com exceção do setor do turismo e das competências de acompanhamento neste âmbito atribuídas à Direção-Geral das Atividades Económicas.
VISÃO
Ser o parceiro estratégico para a inovação e crescimento das empresas, empresários e empreendedores.